# Félix Lecoy
Félix Lecoy (* 23. Dezember 1903 in Tunis; † 23. November 1997 in Paris) war ein französischer Romanist und Mediävist. Er lehrte als Professor für französische Sprache und Literatur des Mittelalters am Collège de France und für Romanische Philologie an der École pratique des hautes études.

## Leben und Werk
Lecoy war Schüler der École normale supérieure (1923–1926), studierte bei Mario Roques und bestand 1926 die Agrégation de grammaire (Staatsprüfung für das höhere Lehramt). Er unterrichtete dann elf Jahre als Gymnasiallehrer an Lycées in Tunis bzw. ab 1933 in Algier. Mit zwei Thèses – über das altspanische Libro de buen amor („Buch der guten Liebe“) von Juan Ruiz aus dem 14. Jahrhundert sowie über La «Bible» au seigneur de Berzé, ein kirchenkritisches Gedicht des Trouvères Hugues IV. von Berzé aus der Zeit um 1200 – schloss Lecoy 1938 das Doctorat d’État ab. Anschließend lehrte er als Maître de conférences an der Universität Dijon. Er nahm am Zweiten Weltkrieg teil und wurde nach der Kapitulation Frankreichs von Juni 1940 bis Januar 1941 in der Schweiz interniert.
Danach kehrte er auf seine Lehrposition in Dijon zurück, wo er 1944 zum Professor aufstieg. Als Nachfolger seines akademischen Lehrers Mario Roques  wurde er 1947 zum Professor am Collège de France gekürt, wo er bis 1974 den Lehrstuhl für französische Sprache und Literatur des Mittelalters innehatte. Parallel dazu (von 1947 bis 1973) lehrte er als Directeur d’études für Romanische Philologie in der historisch-philologischen Abteilung der École pratique des hautes études. Ab 1961 gab er als Nachfolger von Mario Roques die Zeitschrift Romania heraus.
Er war Mitglied der Académie des inscriptions et belles-lettres (1966, Nachfolger: Michel Zink) und Ritter der Ehrenlegion (1954) sowie Träger des Ordre des Palmes Académiques.

## Weitere Werke
- (Hrsg.) Le chevalier au barisel. Conte pieux du XIIIe siècle, Paris 1955, 1967, 1973, 1985
- (Hrsg.) Jean Renart, Le roman de la Rose ou de Guillaume de Dole, Paris 1962, 2008
- (Hrsg.) Guillaume de Lorris et Jean de Meun. Le Roman de la Rose, 3 Bde., Paris 1965, 1966, 1970
- (Hrsg.) Les Romans de Chrétien de Troyes, édités d'après la copie de Guiot (Bibl. nat., fr 794). V und VI: Le Conte du Graal (Perceval), 2 Bde., Paris 1973 (1978, 1979, 1981, 1984, 1990, 1998) und 1975 (1981, 1984, 1998)
- (Hrsg.) Jean Renart, Le Lai de l'ombre, Paris 1979, 1983
- Critique et philologie, in: Le Moyen français 12, 1984 (Sammelschrift)
- (Hrsg.) La Vie des Pères, 3 Bde., Paris 1987, 1993,  1999
- (Hrsg.) Le Roman de Tristan par Thomas, Paris 1991, 2003
- (Hrsg.) Les deux poèmes de la "Folie Tristan", Paris 1994
- (Hrsg.) Le roman de Renart. Branche XX et dernière, Renart empereur. D'après la copie de Cangé,  Paris 1999